# Jonathan Roumie
Jonathan Roumie (New York, 1º luglio 1974) è un attore statunitense.

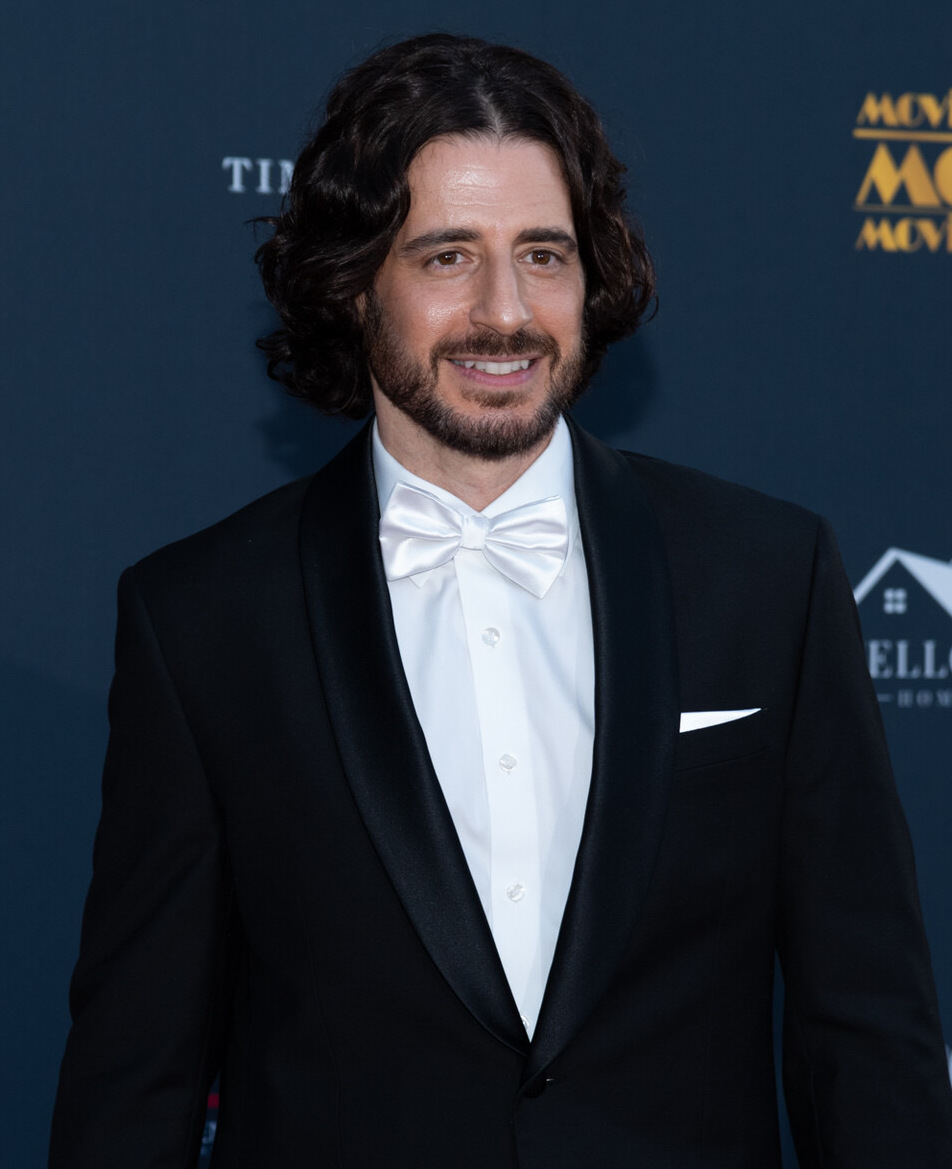
Jonathan Roumie nel 2020

È noto per il ruolo di Gesù interpretato in The Chosen, una serie televisiva finanziata tramite finanziamento collettivo (crowdfunding) sulla vita e il ministero di Gesù di Nazareth. È anche un doppiatore e un oratore.

## Biografia
Roumie è apparso in programmi televisivi come The Good Wife, Così gira il mondo e Castle. Ha interpretato il personaggio di Cristo per la prima volta in un progetto multimediale itinerante sulla vita di Santa Faustina chiamato Faustina: Messenger of Divine Mercy. Roumie è stato anche il co-produttore, co-regista e protagonista di The Last Days: The Passion and Death of Jesus, una performance dal vivo sulla passione di Cristo. Ha interpretato il carismatico evangelista hippie Lonnie Frisbee nel film del 2023 Jesus Revolution.
Il lavoro di doppiaggio di Roumie include i videogiochi Evolve, Mafia II & III e The Darkness II. Ha doppiato diversi personaggi nella serie di MTV Celebrity Deathmatch.
Roumie ha iniziato come assistente di produzione ed è stato il location scout per Spider-Man, Il mistero dei templari e Io sono leggenda.
Un tempo, Roumie era coinvolto in una borsa di studio per l'intrattenimento per professionisti dell'intrattenimento cristiano.

### The Chosen

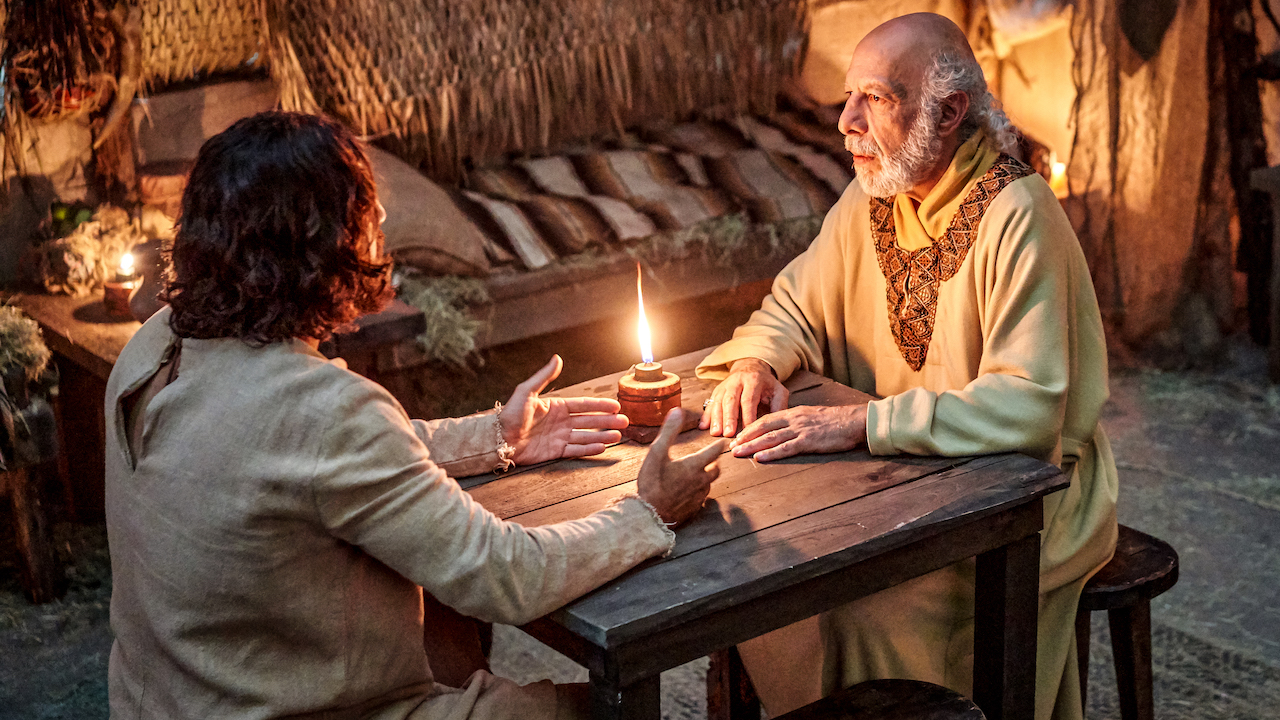
Fotogramma dall'episodio 7 della prima stagione

Prima di ricevere l'offerta del ruolo di Gesù Cristo nel 2017 per quella che all'epoca era una nuova serie televisiva, The Chosen, Roumie afferma di aver raggiunto un punto della sua vita in cui si era "completamente arreso a Dio". A proposito di quel periodo della sua vita dice: "Ero letteralmente in una fossa e Dio mi ha dato una mano e mi ha tirato fuori dalla fossa. Ero al verde. Ero indebitato. Avevo abbastanza cibo per il giorno per durare un giorno".
Diventato noto in tutto il mondo per aver interpretato Gesù in questa serie, Roumie è apparso in numerose pubblicazioni, tra cui TV Guide, il National Catholic Register, America Magazine, e The Atlantic, e The New Yorker. È stato anche intervistato in televisione per programmi come The View, Fox News, EWTN, e vari organi di informazione e notizie di carattere religioso.
Per quanto riguarda le sfide nel ritrarre Gesù, Roumie ha detto: "Molto spesso, non mi sento degno di interpretare Gesù. Ho molte difficoltà con questo. Ma riconosco anche ciò che Dio ha fatto per la mia vita come risultato dell'interpretazione di Cristo e come Dio ha cambiato la mia vita".

## Filmografia

### Cinema
- K-11, regia di Jules Stewart (2012)
- Jesus Revolution, regia di Jon Erwin (2023)

### Televisione
- Così gira il mondo (As the World Turns) - serie TV, 6 episodi (2007)
- Law & Order - I due volti della giustizia (Law & Order) - serie TV, episodio 18x18 (2008)
- Parenthood - serie TV, episodio 4x03 (2012)
- Castle - serie TV, episodio 6x14 (2014)
- Hart of Dixie - serie TV, episodio 3x16 (2014)
- NCIS - Unità anticrimine (NCIS) - serie TV, episodio 11x23 (2014)
- Dog with a Blog - serie TV, episodio 3x15 (2015)
- NCIS: Los Angeles - serie TV, episodio 7x09 (2015)
- The Good Wife - serie TV, episodio 7x17 (2016)
- The Mindy Project - serie TV, episodio 6x09 (2017)
- The Chosen - serie TV, 32 episodi (2019-2024)
- Chicago Med - serie TV, episodio 5x20 (2020)

### Doppiaggio
- Lost Planet 3 - videogioco, voce di Renard Laroche (2013)
- Fallout 4 - videogioco, voce di Jack Cabot, Doc Weathers e Honest Dan (2015)
- Agents of Mayhem - videogioco, voce dei Pride Trooper (2017)
- Days Gone - videogioco, voce di Russell (2019)
- Death Stranding - videogioco, voce dei ladri MULEs (2019)
- Tomb Raider - La leggenda di Lara Croft (Tomb Raider: The Legend of Lara Croft) - serie animata, voce di Winston (2024)

## Doppiatori italiani
Nelle versioni in italiano delle opere in cui ha recitato, Jonathan Roumie è stato doppiato da:
- Massimo Triggiani in Castle
- Emiliano Coltorti in The Chosen
- Andrea Lavagnino in Jesus Revolution

Da doppiatore, è stato sostituito da:
- Marco Rasori in Lost Planet 3
- Pino Pirovano in Fallout 4
- Edoardo Lomazzi in Days Gone
- Nanni Baldini in Death Stranding 2: On the Beach